# Цейтлін Вікторія Миколаївна
Вікторія Миколаївна Цейтлін (1888, Ромни, Полтавської губернії — після 1934) — революціонерка, суспільно-політичний діяч, працівник радянської прокуратури. Кандидат у члени ЦК РКП(б) у 1924—1925 роках.

## Біографія
Дочка фельдшера. Навчалася в гімназії, з старших класів самостійно заробляла на оплату за навчання.
Брала участь в соціал-демократичних гуртках, за що неодноразово заарештовувалась. У 1908 році після виправдання в суді, була побита чорносотенцями.
Член РСДРП з 1904 року.
У 1917 році працювала заступником голови виконавчого комітету Ямбурзької ради робітничих і селянських депутатів Петроградської губернії У 1918—1922 роках працювала в Петроградському губернському відділі охорони здоров'я.
З вересня 1922 року — завідувачка відділу охорони здоров'я, пізніше жіночого відділу ЦК КП (б) Азербайджану.
З травня 1924 по грудень 1925 обиралася кандидатом в члени ЦК РКП (б).
У серпні 1925 року призначена завідувачкою жіночого відділу Московського губернського комітету ВКП(б).
З 1929 року — прокурор Тульської губернії.
З серпня 1931 року по квітень 1933 року — прокурор Московської області.
З липня 1934 року працювала головою Московського обласного союзу касаційного страхування промкооперації.
Була заарештована органами НКВС. Подальша доля В. Н. Цейтлін — невідома.